# 奥列西·乌里扬年科
亚历山大·斯坦尼斯拉沃维奇·乌里扬诺夫（烏克蘭語：Олександр Станіславович Ульянов；1962年8月14日—2010年8月17日），笔名奥列西·乌里扬年科（Олесь Ульяненко），是一位乌克兰作家。1997年，35岁的他凭借小说《斯大林卡》（1994年）获得舍甫琴科国家奖，成为该奖的最年轻获得者。